# Ancelle dell'Immacolata bambina
Le ancelle dell'Immacolata Bambina (in spagnolo Esclavas de la Inmaculada Niña) sono un istituto religioso femminile di diritto pontificio: le suore di questa congregazione pospongono al loro nome le sigla E.I.N.

## Storia
La congregazione sorse come pia unione nel 1901 in Messico a opera del sacerdote spagnolo Federico Salvador Ramón (1867-1931) e di madre Rosario de Jesús Arrevillaga y Escalada (1860-1925) e si diffuse rapidamente sia in Messico che in Spagna.
Soppressa dalla Santa Sede nel 1910, la compagnia continuò comunque la sua opera educativa in favore delle ragazze povere fino al 22 giugno 1921, quando venne approvata da papa Benedetto XV.
La pia unione venne eretta in congregazione religiosa il 7 luglio 1930 e il 1º maggio 1963 le ancelle dell'Immacolata Bambina ricevettero il pontificio decreto di lode.

## Attività e diffusione
Le ancelle dell'Immacolata Bambina si dedicano all'istruzione, alle missioni e alle opere sociali.
Sono presenti nelle Americhe (Argentina, Brasile, Costa Rica, Messico, Nicaragua, Stati Uniti d'America), in Europa (Italia, Spagna) e in Marocco; la sede generalizia è a Madrid.
Alla fine del 2008 la congregazione contava 324 suore in 46 case.